# Tezuapan
Tezuapan (San Isidro) es una localidad del estado mexicano de Puebla, se encuentra en el oriente del estado y forma parte del municipio de Cañada Morelos.

## Localización y demografía
La población de Tezuapan se encuentra localizado en el centro-norte del municipio de Cañada Morelos, a unos cinco kilómetros al norte de la cabecera municipal, Morelos Cañada. Se encuentra en las coordenadas geográficas 18°45′29″N 97°24′18″O / 18.75806, -97.40500 y a una altitud  de 2 325 metros sobre el nivel del mar.
Su principal vía de comunicación es un ramal carretero asfaltado que la une a la Carretera Federal 144 que hacia el sur comunica con la cabecera municipal y hacia el norte a poblaciones como Esperanza y Ciudad Serdán; además Tezuapan se encuentra junto a la vía férrea concesionada en la actualidad a la empresa Ferrosur y que moviliza carga entre la Ciudad de México y el sureste del país.

## Actualidad
La población de Tezuapan ha ganado notoriedad en 2017 debido al descubrimiento de la operación en la localidad de bandas que se dedican a detener el ferrocarril de carga que circula junto  a la población con la intención de saquear los vagones y apoderarse de su carga.